# Gouvernement Goblet
Royaume de Belgique
de Muelenaere de Theux I
Le gouvernement Goblet est formé à la suite de la proposition du roi faite à Albert Goblet après la démission du Premier ministre Félix de Muelenaere.

## Composition
| Ministère                        | Nom              | Parti            |
| -------------------------------- | ---------------- | ---------------- |
| Premier ministre                 | Albert Goblet    | Libéral          |
| Ministre des affaires étrangères | Albert Goblet    | Libéral          |
| Ministre de la justice           | Joseph Lebeau    | Libéral          |
| Ministre de l'intérieur          | Charles Rogier   | Libéral          |
| Ministre des finances            | Auguste Duvivier | Libéral          |
| Ministre de la Guerre            | Louis Évain      | Libéral          |
| Ministre sans portefeuille       | Félix de Mérode  | Parti catholique |